# Rabdophaga salicifoliae
Rabdophaga salicifoliae är en tvåvingeart som först beskrevs av Shinji 1942.  Rabdophaga salicifoliae ingår i släktet Rabdophaga och familjen gallmyggor. Inga underarter finns listade i Catalogue of Life.